# Conoblemmus acutifrons
Conoblemmus acutifrons är en insektsart som beskrevs av Lucien Chopard 1936. Conoblemmus acutifrons ingår i släktet Conoblemmus och familjen syrsor. Inga underarter finns listade i Catalogue of Life.